# Peligrotherium
Peligrotherium is een geslacht van uitgestorven zoogdieren uit de Meridiolestida. Het was een herbivoor die tijdens het Paleoceen in Zuid-Amerika leefde. 

## Fossiele vondsten
Peligrotherium werd in 1993 beschreven op basis van een onderkaak met een deel van het gebit. Later werden ook geïsoleerde tanden en een schedel gevonden. De fossielen zijn gevonden in de Salamanca-formatie in de Argentijnse provincie Chubut bij Punta Peligro, de type-locatie van de South American Land Mammal Age Peligran (62,5-59,0  miljoen jaar geleden). In het Vroeg-Paleoceen werden in Zuid-Amerika veel basale zoogdiergroepen vervangen door zoogdieren behorend tot de Theria die het continent van het noorden bereikten. In tegenstelling tot de Santa Lucía-formatie in Bolivia omvat de paleofauna van het zuidelijker gelegen Punta Peligro echter naast buideldierachtigen en vroege hoefdieren ook verschillende overlevers van oudere groepen van de zuidelijke continenten, zoals Peligrotherium, vogelbekdieren en gondwanatheriën.

## Kenmerken
Peligrotherium had het formaat van een hond met een gewicht van circa twintig kilogram. De tanden wijzen er op dat Peligrotherium een herbivoor was. De dikke, robuuste kaken waren geschikt voor het eten van stugge planten.

## Verwantschap
Peligrotherium tropicalis is de enige soort uit de Peligrotheriidae. Aanvankelijk werd Peligrotherium beschouwd als een hoefdier en ingedeeld bij de Condylarthra. Later volgde naar aanleiding van aanvullende vondsten indeling bij de Meridiolestida, een groep binnen de Dryolestida. Peligrotherium was een grote verwant van de Mesungulatidae, kleine herbivoren die tijdens het Laat-Krijt in Zuid-Amerika leefden.